# نشان ملی برزیل
نشان ملی برزیل (به پرتغالی: Cruzeiro do Sul) در ۱۹ نوامبر ۱۸۸۹ و پنج روز پس از تبدیل برزیل به جمهوری ایجاد شد.
نشان ملی شامل یک نماد مرکزی است که توسط شاخه‌های قهوه (در چپ) و تنباکو (در راست) احاطه شده‌است. این دو گیاهُ محصولات مهم برزیل در آن زمان بودند.
در دایره آبی در وسط، صورت فلکی چلیپا دیده می‌شود. حلقه‌ای با ۲۷ ستاره نشان دهنده ۲۶ ایالت و ناحیه فدرال برزیل است.
خط اول نوار آبی در پایین نشان، شامل نام رسمی برزیل (جمهوری فدرال برزیل) است. در خط دوم تاریخ تأسیس جمهوری فدرال (۱۵ نوامبر ۱۸۸۹) نوشته شده‌است.

## نشان ملی
نشان ملی جمهوری بر پایه فرمان شماره ۴ برقرار شد و بر اساس قانون شماره ۵۴۴۳ در ۲۸ مه ۱۹۶۸ تغییر یافت. طبق قانون، نشان ملی باید از نسبت ۱۵ قائم به ۱۴ افقی برخوردار باشد و مقررات زیر در آن لحاظ شود:
- سپر دایره‌ای باید شامل محیطی به رنگ آبی آسمانی شامل پنج ستاره نقره‌ای باشد که به شکل صورت فلکی چلیپا چیده شده‌اند. پیرامون آن با دو دایرهٔ طلایی محاط شود که میان آن‌ها ستاره‌هایی نقره‌ای معادل با ستاره‌های موجود در پرچم کشور قرار دارند.
- سپر درون ژیرونی ستاره‌ای ده تکه به رنگ‌های سبز و طلایی قرار می‌گیرد که حاشیهٔ آن دو نوار است. نوار داخلی قرمزرنگ و نوار خارجی طلایی‌رنگ هستند.
- در پایین شمشیری کمرنگ با قبه طلایی و قبضه آبی قرار دارد که وسط آن قرمزرنگ و درون آن یک ستاره نقره‌ای است. تاجی از شاخه‌های قهوه و تنباکو به رنگ واقعی در دو طرف قرار دارد. همه این ها درون فرهی طلایی شامل ستاره‌ای ۲۰ پر قرار می‌گیرد.

## نشان ملیامپراتوری برزیل
نشان ملی امپراتوری برزیل توسط پدروی یکم و پدروی دوم تا زمان سقوط پادشاهی در سال ۱۸۸۹ استفاده می‌شد. این نشان‌ها اکنون توسط خاندان امپراتوری به کار می‌روند.
در ۱۸ سپتامبر ۱۸۲۲ و یازده روز پس از اعلام استقلال برزیل، پدروی یکم فرمانی را امضا کرد که این نشان را بیان می‌کند.
هنگامی که در ۱۲ اکتبر همان سال، امپراتوری برزیل اعلام شد و پدروی یکم نخستین امپراتور شد، این نشان به‌عنوان نشان ملی امپراتوری شناخته شد.
شمار ستاره‌های نشان (۱۹ ستاره) منعکس کننده تعداد استان‌های امپراتوری برزیل است.
طرح تاج نشان امپراتوری دو بار تغییر کرد. از ۱۸ سپتامبر تا ۱۲ اکتبر ۱۸۲۲ از نشان پادشاهی پرتغال استفاده می‌شد. از آن زمان تا ۱۸ ژوئیه ۱۸۴۱ طرح تاج امپراتوری ساخته شده برای نخستین امپراتور برزیل به کار می‌رفت.
پس از به تخت نشستن پدروی دوم که از تاجی گرانتر استفاده می‌کرد، طرح این تاج جانشین طرح قبلی شد و تا زمان سقوط امپراتوری باقی ماند.